# Cyberangels
Die CyberAngels waren eine Organisation, die 1995 in Anlehnung an die Bürgerinitiative „Guardian Angels“ gegründet wurde. Ihren Sitz hatte sie in Allentown, USA.
Die CyberAngels entstanden ursprünglich aus einer Hackergemeinschaft, entwickelten sich jedoch weiter. Die Organisation bestand im Jahr 2004 aus über 6000 freiwilligen Mitarbeitern.
Diese patrouillierten als virtuelle Sicherheitskommandos im virtuellen Raum. Dabei wurden vier Hauptteile des Internets regelmäßig überwacht: Das Mehrbenutzer-Kommunikationssystem IRC, das Usenet, das World Wide Web sowie die Auftritte des größten amerikanischen Internetdienstanbieters AOL.  Als Hauptziel nannten sie die Bekämpfung von Internetpornographie und Cyberstalking.
Ihren Auftrag unterteilten die CyberAngels in drei Hauptgruppen:
Durch Aufklärungsarbeit versuchten sie zu verhindern, dass Internetnutzer Opfer von Internetkriminalität wurden, sie unterstützten Opfer beim Aufspüren und der Identifikation der Täter, damit diese strafrechtlich verfolgt werden konnten, und veröffentlichten Informationen und Neuerungen zum Thema Internetkriminalität, um die Öffentlichkeit auf das Gefahrenpotential aufmerksam zu machen.
Die Finanzierung der Organisation erfolgte über Spenden und Sponsorenbeiträge.